# Terry Fenwick
Pour les articles homonymes, voir Fenwick.
Terence Fenwick, dit Terry Fenwick, né le 17 novembre 1959 à Seaham (Angleterre), est un footballeur anglais, qui évoluait au poste de défenseur à Tottenham Hotspur et en équipe d'Angleterre. Il est depuis le 12 mai 2014, l'entraineur du CS Visé, club de D3 belge, dont la banqueroute en fin d'année marquera la fin de sa collaboration.
Fenwick n'a marqué aucun but lors de ses vingt sélections avec l'équipe d'Angleterre entre 1984 et 1988. Il participe à la Coupe du monde 1986.

## Carrière
- 1977-1980 : Crystal Palace
- 1980-1987 : Queens Park Rangers
- 1988-1991 : Tottenham Hotspur
- 1990-1991 : Leicester City
- 1991-1993 : Tottenham Hotspur
- 1993-1994 : Swindon Town  [1]

## Palmarès

### En équipe nationale
- 20 sélections et 0 but avec l'équipe d'Angleterre entre 1984 et 1988.
- Quart de finaliste de la Coupe du monde de football de 1986.

### Crystal Palace
- Vainqueur du Championnat d'Angleterre de football D2 en 1979.

### Queens Park Rangers
- Vainqueur du Championnat d'Angleterre de football D2 en 1983.
- Finaliste de la Coupe d'Angleterre de football en 1982.
- Finaliste de la Coupe de la ligue anglaise de football en 1986.

### Tottenham Hotspur
- Vainqueur de la Coupe d'Angleterre en 1991.
- Vainqueur du Charity Shield en 1991.

### San Juan Jabloteh
- Champion de Trinité-et-Tobago en 2002, 2003, 2007 et 2008.
- Vainqueur du CFU Club Championship en 2003.

### Central FC
- Vainqueur de la Lucozade Sport Goal Shield en 2014.